# Trastuzumab emtanzyna
Trastuzumab emtanzyna, T-DM1 (łac. trastuzumabum emtansinum) – lek przeciwnowotworowy będący koniugatem przeciwciała z lekiem cytostatycznym stosowanym w leczeniu HER2-dodatniego raka piersi.

## Mechanizm działania
Około 20% przypadków raka piersi wykazuje amplifikację lub nadekspresję receptora ludzkiego naskórkowego czynnika wzrostu typu 2 (HER2), co skutkuje złym rokowaniem oraz agresywnym przebiegiem klinicznym choroby nowotworowej. Koniugaty lek-przeciwciało (ADC) są złożonymi lekami przeciwnowotworowymi, które poprzez połączenie cytostatyku z wybiórczo działającymi przeciwciałami monoklonalnymi skierowanymi przeciw określonemu antygenowi komórki nowotworowej, pozwalają na wybiórcze niszczenie komórek nowotworowych. Trastuzumab emtanzyna jest koniugatem leku cytostatycznego DM1 z przeciwciałem humanizowanym IgG1 skierowanym przeciw receptorowi ludzkiego naskórkowego czynnika wzrostu typu 2 (HER2). DM1, pochodna majtanzyny, jest inhibitorem mikrotubul, wraz z łącznikiem tioeterowym tworzy kompleks zwany emtanzyną. Średnio trastuzumab emtanzyna zawiera 3,5 cząstek emtanzyny. Na mechanizm działania leku składają się efekt cytostatyczny inhibitora mikrotubul DM1 oraz inhibitora HER2 trastuzumabu.
Trastuzumab wiąże się subdomeną IV zewnątrzkomórkowej części receptora HER2, co uniemożliwia proteolityczne rozszczepienie domeny zewnątrzkomórkowej i przekazywanie sygnału poprzez wpływ na szlak PTEN-PI3K/AKT, co indukuje apoptozę komórki nowotworowej. Ponadto trastuzumab aktywuje cytotoksyczność komórkową zależną od przeciwciał (ADCC).
Połączenie emtanzyny z przeciwciałem skierowanym przeciw HER2 umożliwia selektywne działanie cytostatyku w komórkach nowotworowych wykazujących nadekspresję receptora HER2. Wiązanie trastuzumabu emtanzyny z receptorem HER2 powoduje transport kompleksu HER2-T-DM1 poprzez endocytozę. Wówczas w lizosomie komórki dochodzi do enzymatycznej proteolizy stabilnego w krążeniu i mikrośrodowisku guza łącznika, w wyniku czego dochodzi do uwolnienia cytostatyku w obrębie komórki nowotworowej. Ogólnie DM1 wykazuje podobne działanie jak alkoloidy Vinca (alkaloidy barwinka różyczkowego). Choć lek w badaniach in vitro wykazuje silniejsze działanie cytotoksyczne niż alkaloidy barwinka różyczkowego czy taksany, to znaczna toksyczność leku i wąski indeks terapeutyczny ograniczały jego kliniczne wykorzystanie aż do czasu opracowania koniugatów leków i swoistych przeciwciał monoklonalnych. DM1 łączy się z tubuliną i poprzez sprzyjanie jej depolimeryzacji uniemożliwia tworzenie się mikrotubul, co ostatecznie prowadzi do śmierci komórki nowotworowej. Do śmierci komórki nowotworowej w wyniku działania DM1 może dochodzić w wyniku zaburzenia sieci mikrotubul, zatrzymania komórki w fazie G2-M i apoptozy komórki lub poprzez katastrofę mitotyczną. Ponadto DM1 upośledza transport wewnątrzkomórkowy HER2 pośredniczony przez mikrotubule, co może być ważnym mechanizmem działania leku w komórkach niedzielących się.

## Wskazania
Trastuzumab emtanzyna stosuje się w monoterapii u chorych z HER2-dodatnim, miejscowo zaawansowanym nieoperacyjnym lub przerzutowym rakiem piersi, którzy otrzymywali wcześniej trastuzumab i taksan z powodu choroby miejscowo zaawansowanej lub uogólnionej albo z powodu nawrotu choroby w trakcie lub przed upływem sześciu miesięcy od zakończenia leczenia adiuwantowego (uzupełniającego).

## Przeciwwskazania
Do przeciwwskazań do stosowania trastuzumabu emtanzyny należy nadwrażliwość na substancję czynną lub substancje pomocnicze.

## Badania kliniczne
W wieloośrodkowym badaniu III fazy EMILIA z udziałem 991 chorych oceniono skuteczność trastuzumabu emtanzyny w leczeniu nieoperacyjnego, miejscowo zaawansowanego lub przerzutowego HER2-dodatniego raka piersi. W tym celu 991 chorych losowo przydzielono do grupy otrzymującej transtuzumab emtanzynę lub do grupy leczonej za pomocą lapatynibu skojarzonego z kapecytabiną. Do badania włączono chorych leczonych wcześniej trastuzumabem i taksanem, w dobrym stanie sprawności (PS 0 lub 1). Pierwszorzędowymi punktami końcowymi badania były czas przeżycia wolnego od choroby (DFS) oraz czas przeżycia całkowitego (OS), a drugorzędowe punkty końcowe obejmowały czas przeżycia wolnego od progresji (PFS) i odsetek odpowiedzi obiektywnych (ORR). Po odpowiednim okresie obserwacji stwierdzono poprawę mediany przeżycia całkowitego w grupie otrzymującej trastuzumab emtanzynę, która wynosiła odpowiednio dla transtuzumabu emtanzyny 30,9 miesiąca i 25,1 miesiąca dla lapatynibu z kapecytabiną. Transtuzumab emtanzyna poprawiał medianę przeżycia wolnego od progresji (9,6 miesiąca dla trastuzumabu emtanzyny i 6,4 miesiąca dla lapatynibu z kapecytabiną). T-DM1 również okazał się wywoływać lepszą odpowiedź niż połączenie lapatynibu z kapecytabią (43,6% dla trastuzumabu emtanzyny i 30,8% dla lapatynibu z kapecytabiną).

## Dawkowanie
Trastuzumab emtanzyna jest stosowany dożylnie w dawce 3,6 mg/kg w odstępach co 21 dni. W przypadku występowania istotnych działań niepożądanych może być konieczne okresowe przerwanie leczenia, zmniejszenie dawki lub zakończenie leczenia. Leczenie jest stosowane do czasu progresji choroby albo nieakceptowalnej toksyczności.

## Farmakokinetyka
Lek jest podawany dożylnie. Trastuzumab emtanzyna ulega dekoniugacji, następnie ulega proteolizie w lizosomach komórek. Cząstka DM1 jest metabolizowana głównie przez CYP3A4 i w mniejszym stopniu przez CYP3A5. Okres półtrwania leku wynosi około 4 dni. Metabolity leku są wydalane głównie z żółcią, a tylko w minimalnym stopniu z moczem.

## Interakcje
W badaniach in vitro wykazano, że DM1 jest metabolizowany głównie przez CYP3A4, a w mniejszym stopniu przez CYP3A5. W trakcie stosowania leku zaleca się unikanie silnych inhibitorów CYP3A4 takich jak klarytromycyna, itrakonazol, ketokonazol, telitromycyna, worykonazol, atazanawir, indynawir, nelfinawir, rytonawir, sakwinawir, nefazodon, ponieważ jednoczesne stosowanie tych leków może zwiększać stężenie DM1 i nasilać jego toksyczność.

## Działania niepożądane
Do działań niepożądanych leku należy:
- bardzo często[a]: zmęczenie, osłabienie, gorączka, dreszcze, zakażenie układu moczowego, małopłytkowość, niedokrwistość, hipokaliemia, bezsenność, neuropatia obwodowa, ból głowy, krwawienia, krwawienie z nosa, kaszel, duszność, zapalenie jamy ustnej, biegunka, nudności, wymioty, zaparcie, suchość w jamie ustnej, ból brzucha, wysypka, bóle stawów, bóle mięśni, wzrost aktywności aminotransferaz,
- często[b]: nadwrażliwość, odczyn związany z wlewem, leukopenia, neutropenia, zawroty głowy, zaburzenia smaku, zaburzenia pamięci, zespół suchego oka, zapalenie spojówek, zaburzenia widzenia, zwiększone łzawienie, dysfunkcja lewej komory mięśnia sercowego, nadciśnienie tętnicze, obrzęki obwodowe, niestrawność, krwawienie dziąseł, świąd skóry, pokrzywka, łysienie, zmiany paznokciowe, erytrodyzestezja dłoniowo-podeszwowa, zwiększenie aktywności fosfatazy zasadowej alkalicznej,
- niezbyt często[c]: wynaczynienie w miejscu iniekcji, śródmiąższowa choroba płuc (ILD), hepatotoksyczność, niewydolność wątroby, guzkowy przerost regeneracyjny wątroby, nadciśnienie wrotne.